# NGC 3191
NGC 3191 est une galaxie spirale barrée relativement éloignée et située dans la constellation de la Grande Ourse.NGC 3191 a été découverte par l'astronome germano-britannique William Herschel en 1788 et inscrite au catalogue NGC sous la désignation NGC 3192. Cette galaxie a aussi été observée par John Herschel le 19 mars 1828 et c'est cette observation qui est inscrite sous la désignation NGC 3191.

## Caractéristiques
Sa vitesse par rapport au fond diffus cosmologique est de 9 396 ± 16 km/s, ce qui correspond à une distance de Hubble de 138,6 ± 9,7 Mpc (∼452 millions d'al).
La classe de luminosité de NGC 3191 est II-III et c'est peut-être une galaxie du champ, c'est-à-dire qu'elle n'appartient pas à un amas ou un groupe et qu'elle est donc gravitationnellement isolée.

## Supernova
La supernova SN 1988B a été découverte dans NGC 3191 le 18 janvier 1988 par l'astronome suisse Paul Wild de l'université de Berne. Cette supernova était de type Ia.